# Nowe Święciany (stacja kolejowa)
Nowe Święciany (lit. Švenčionėliai, ros. Швянченеляй) – węzłowa stacja kolejowa w miejscowości Nowe Święciany, w rejonie święciańskim, na Litwie. Leży na linii dawnej Kolei Warszawsko-Petersburskiej.
Stacja powstała w XIX w. pomiędzy stacjami Podbrodzie i Ignalin. Dawniej od stacji odchodziła linia wąskotorowa Nowe Święciany – Łyntupy przez Święciany do stacji Łyntupy.
Po II wojnie światowej ze stacji Nowe Święciany poprowadzono ślepą linię do Uciany, przebiegającą po trasie wcześniejszej linii wąskotorowej.